# Réduction catalytique sélective
Pour les articles homonymes, voir SCR.

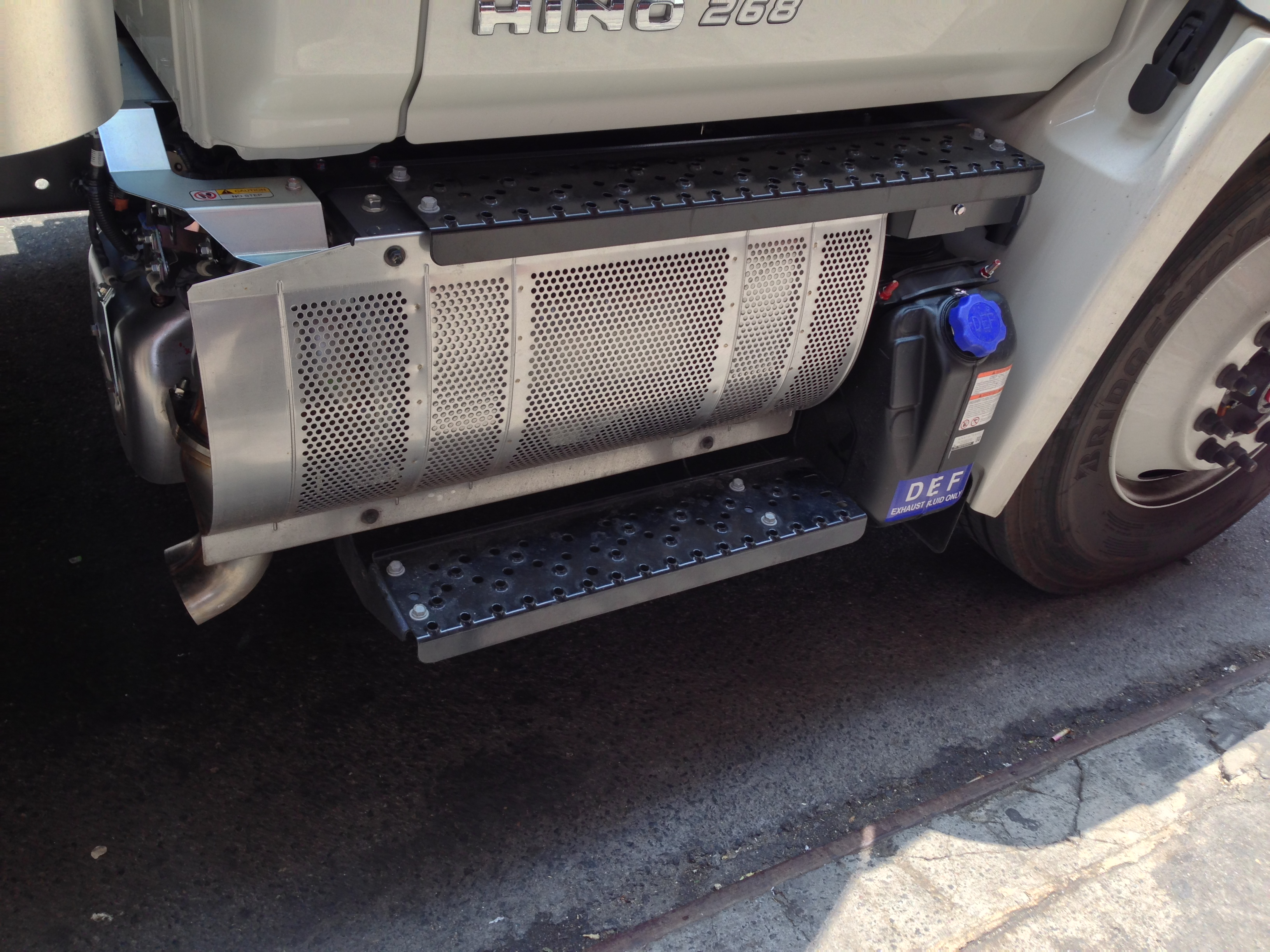
Unité SCR standardisée Hino.

La réduction catalytique sélective (RCS) (en anglais selective catalytic reduction (SCR)), est une technique utilisée pour réduire les oxydes d'azote (NOx) émis soit par des moteurs à combustion interne, soit par des installations industrielles de combustion : gaz, charbon et pétrole. Cette technique est également utilisée pour réduire les émissions de NOx de chaufferies biomasse ou d'incinérateurs de déchets non dangereux.

## Principe chimique
La réaction d'oxydoréduction mise en œuvre transforme les NOx en diazote N2 et en eau (et en dioxyde de carbone CO2 dans le cas de l'utilisation de l'urée), c'est donc une réduction qui est facilitée par la présence d'un agent réducteur.

### Agent réducteur azoté
Cette conversion peut être rendue possible par l'injection d'un agent réducteur contenant de l'azote: l'urée CO(NH2)2 utilisée en général sous forme de solution aqueuse (par exemple le AUS 32 qui est un mélange d'eau et de 32,5 % d'urée), ou alors de l'ammoniac NH3 (en phase gazeuse), ou bien encore de l'ammoniaque (solution aqueuse, usuellement à 24,5 %). On utilise plus souvent l'ammoniac pour les grosses installations industrielles, comme les centrales de production d'énergie ou les incinérateurs, tandis que l'urée est plus utilisée pour les petites installations ou les véhicules.
Cette technique est utilisée depuis la fin des années 1970 dans le traitement des émissions polluantes des installations industrielles. Elle a subi[Quand ?] un transfert de technologie depuis les installations fixes vers les camions afin de respecter les niveaux de pollution de la norme Euro 5.
Plus précisément, la réduction des NOx se produit lorsque le gaz passe à travers le lit fixe catalytique. Avant l'entrée du réacteur, l'agent réducteur, ammoniac ou urée, est injecté et mélangé avec les gaz. L'équation de réaction, utilisant de l'ammoniac pour un processus de réduction catalytique sélective est: 
{\displaystyle 2{\text{NO}}+2{\text{NH}}_{3}+{\frac {1}{2}}{\text{O}}_{2}\,\rightarrow \,2{\text{N}}_{2}+3{\text{H}}_{2}{\text{O}}}
{\displaystyle {\text{NO}}_{2}+2{\text{NH}}_{3}+{\frac {1}{2}}{\text{O}}_{2}\,\rightarrow \,{\frac {3}{2}}{\text{N}}_{2}+3{\text{H}}_{2}{\text{O}}}
{\displaystyle {\text{NO}}+{\text{NO}}_{2}+2{\text{NH}}_{3}\,\rightarrow \,2{\text{N}}_{2}+3{\text{H}}_{2}{\text{O}}}
La quantité d'ammoniac doit être calculée avec précision pour limiter certaines réactions secondaires liés à la présence de soufre dans les gaz d'échappement:
{\displaystyle {\text{SO}}_{2}+{\frac {1}{2}}{\text{O}}_{2}\,\rightarrow \,{\text{SO}}_{3}}
{\displaystyle 2{\text{NH}}_{3}+{\text{SO}}_{3}+{\text{H}}_{2}{\text{O}}\,\rightarrow \,\left({\text{NH}}_{4}\right)_{2}{\text{SO}}_{4}}
{\displaystyle {\text{NH}}_{3}+{\text{SO}}_{3}+{\text{H}}_{2}{\text{O}}\,\rightarrow \,{\text{NH}}_{4}{\text{HSO}}_{4}}
On forme donc du bisulfate d'ammonium qui est corrosif et donc dangereux pour les installations.
Si l'urée est utilisée, le bilan réactionnel est différent et conduit à la formation de CO2:
{\displaystyle 2{\text{NO}}+{\text{CO}}\left({\text{NH}}_{2}\right)_{2}+{\frac {1}{2}}{\text{O}}_{2}\,\rightarrow \,2{\text{N}}_{2}+2{\text{H}}_{2}{\text{O}}+{\text{CO}}_{2}}
Pour une réaction idéale, la plage de température optimale est entre 630 et 720 K (357 et 447 °C), mais est effective dès 500 à 720 K (227 à 447 °C). En diminuant la température, la réaction est plus lente et il faut un temps de séjour plus important pour atteindre un taux de dénitrification suffisant. La température effective minimale dépend notamment des différents carburants utilisés, et donc des gaz émis. Les autres réducteurs possibles sont l'acide cyanurique et le sulfate d'ammonium.

#### Catalyseurs
Les catalyseurs usuels sont à base de tungstène (élément chimique W) et de vanadium (élément chimique V) sous forme oxydée : oxyde de tungstène(III) W2O3 ou oxyde de vanadium(V) V2O5. Le catalyseur est en général déposé sur un support à base d'oxyde de titane (TiO2). Ils opèrent à des températures de 220 à 350 °C. Il est aussi possible d'utiliser des zéolithes si on fait la réaction à une température plus élevée (jusqu'à 500°C).
Le catalyseur n'est pas impératif: on parle alors de réduction non catalytique sélective (SNCR). Cependant, il est nécessaire de réaliser les réactions de denitrification à des températures largement supérieures pour obtenir une vitesse de réaction équivalente à la SCR. L'efficacité du SNCR peut atteindre 80 %[De quoi ?] dans des conditions optimales, mais elle est plus couramment de l'ordre de 50%,.

### Autres agents réducteurs

#### Dihydrogène
Par rapport à d'autres molécules comme l'urée, le dihydrogène a l'avantage de ne produire que de l'eau. De plus, il permet de limiter l'empoisonnement par les oxydes de soufre des catalyseurs à des températures inférieures à 200°C . Les catalyseurs utilisés sont des métaux nobles, en général le platine, déposés sur des supports minéraux (alumine, silice, par exemple). Une température basse est nécessaire pour éviter la réaction entre H2 et O2: H2 + 0,5 O2 → H2O. Les inconvénients de cette méthode sont principalement le coût du catalyseur et l'empoisonnement par les oxydes de soufre qui peuvent être présents dans les gaz à traiter.

#### Hydrocarbures
Les hydrocarbures peuvent être des agents réducteurs efficaces, ce qui est intéressant puisqu'on peut utiliser ceux qui sont éventuellement présents dans le flux de gaz. Là encore un catalyseur est nécessaire, les métaux nobles, les métaux alcalins et alcalino-terreux, mais aussi des métaux de transition ont été utilisés[Par qui ?]. Dans la pratique, les catalyseurs les plus utilisés sont les zéolithes, en général du type ZSM-5 à des températures de l'ordre de 400°C. Les hydrocarbures utilisés sont très variables, souvent des alcanes de taille et de structure variable. Des molécules comportant des insaturations ont aussi été étudiées (alcènes). 
Par rapport à l'ammoniac, les hydrocarbures sont beaucoup moins sélectifs et sont oxydés par d'autres molécules que les NOx, il est donc nécessaire d'utiliser une quantité de réducteur plus importante qu'avec les réducteurs azotés.

#### Monoxyde de carbone
Comme CO est souvent présent dans les gaz à traiter, il est intéressant de l'utiliser[réf. nécessaire] comme agent réducteur. Les métaux nobles sont des catalyseurs efficaces, mais chers. On leur préfère donc des oxydes de métaux de transition comme Fe2O3.

## Utilisations

### Dans l'industrie
La réduction catalytique sélective des NOx en utilisant de l'ammoniac comme agent réducteur est brevetée aux États-Unis par Engelhard Corporation en 1957, les catalyseurs utilisés sont des métaux nobles donc chers. Le développement de la technique RCS se poursuit au Japon et aux États-Unis au début des années 1960, les recherches se concentrant sur des agents catalyseurs moins chers et plus durables. Le premier RCS à grande échelle est installé par IHI Corporation en 1978[réf. souhaitée].
Cette technique est devenue dominante quand des rendements de dénitrification de plus de 60 % sont requis. En deçà de ces niveaux de réduction, l'autre technique importante, la SNCR, qui consiste à injecter directement de l'urée ou de l'ammoniac au foyer, est très utilisée, et moins coûteuse (car elle ne nécessite pas l'installation de catalyseur)[réf. nécessaire].
Comme pour tous les processus catalytiques, l'efficacité peut être fortement réduite si le catalyseur est exposé à des poussières qui provoquent un encrassement du catalyseur, l'accès aux sites actifs est alors réduit et le taux de dénitrification diminue. De même, certaines molécules, par exemple celles contenant du soufre, ont la propriété de réagir de façon irréversible avec les sites actifs des catalyseurs. Plusieurs configurations sont donc utilisées en fonction des gaz à traiter:
- High Dust: la SCR est juste après la chaudière, le catalyseur reçoit les gaz non traités contenant les poussières et les contaminants (soufre par exemple).
- Low Dust: la SCR est placée juste après un filtre à poussière, le catalyseur reçoit donc un gaz dépoussiéré mais avec des contaminants chimiques.
- Tail End: la SCR est placée juste avant la cheminée, après toutes les étapes de dépollution, le catalyseur reçoit donc un gaz sans poussières ni contaminant chimique autre que les NOx.

### Dans l'automobile

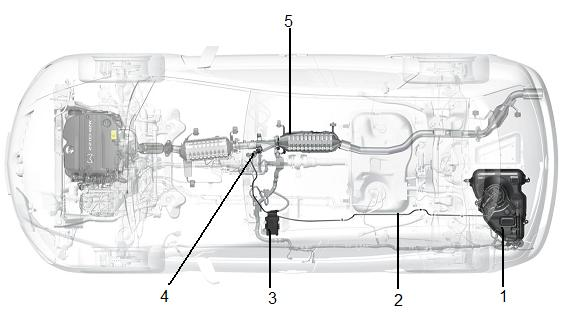
Un système SCR ou RCS d'une automobile :
1 : réservoir de la solution uréique ;
2 : canalisation ;
3 : calculateur injecteur ;
4 : injecteur fixé sur la ligne d'échappement ;
5 : catalyseur.

La SCR reste[Quand ?] une technique chère, son déploiement se fait donc principalement sur les véhicules lourds et sur les véhicules légers haut de gamme. Pour pallier ce problème, un autre système de filtration appelé piège à NOx (LNT pour lean NOx trap) est étudié par de nombreux constructeurs. L'efficacité du piège à NOx est cependant très limité et les véhicules équipés ne respectent pas les normes d'émission[réf. souhaitée] (voir affaire Volkswagen).
Grâce à son efficacité, la SCR est en passe de devenir la technique dominante pour la réduction des NOx pour les véhicules diesel légers pour la mise en place de la norme Euro 6. Cependant, d'après l'ADAC, certains véhicules diesel équipés de cette technique à urée avant la norme Euro 6d-TEMP et son test en conditions réelles (RDE) émettent davantage de NOx que d'autres véhicules équipés d'un piège à NOx.
L'implantation de ce dispositif sur les voitures pose des contraintes d'encombrement, de poids et de coût: il comprend un catalyseur avec injecteur, un module de dosage, un réservoir et un contrôle en boucle réalisé par deux capteurs NOx, ainsi qu'une surveillance par des capteurs de pression et de température[réf. souhaitée].
Il faut également ajouter un système de pilotage de la pompe de dosage et du réservoir car le point de congélation du mélange eau-urée est de −11 °C. Par ailleurs, les constructeurs doivent garantir la durabilité des dispositifs de contrôle de la pollution pour une distance de 160 000 km et la conformité en service doit pouvoir faire l'objet de vérifications pendant cinq ans ou 100 000 km[réf. souhaitée].
Cette technique est aujourd'hui[Quand ?] proposée sur des voitures vendues aux États-Unis où les limites d'émission de NOx sont inférieures à l'Europe et le contrôle OBD plus sévère[réf. souhaitée]. L'application de cette technique de manière extensive sur les petits véhicules à moteur thermique, notamment Diesel, reste[Quand ?] cependant à confirmer lors de la mise sur le marché des véhicules répondant aux exigences de la norme Euro 6 de septembre 2014. Des solutions pour résoudre les difficultés techniques de l'injection de l'urée en solution aqueuse dans la ligne d'échappement sont en cours[Quand ?] de développement dans le secteur automobile.
La plupart des camions commercialisés en Europe depuis 2008, date de la mise en application de la norme Euro 5, sont  équipés du système SCR. Début 2010, il y avait un peu moins d'un million de camions équipés de SCR sur les routes européennes.
La consommation du mélange eau-urée synthétique est de 1 à 3 %[réf. nécessaire] du gazole. Pour un véhicule particulier, des réservoirs de vingt litres permettent donc de tenir environ 20 000 km. Le mélange eau-urée synthétique serait disponible en bidon dans les stations-services et grandes surfaces, et le remplissage est réalisé par l'utilisateur[réf. souhaitée].
Pour atteindre les niveaux d'émission de NOx requis par la norme Euro 6 (0,08 g/km), un compromis sera sans doute[Interprétation personnelle ?] mis en place entre optimisation de la combustion, utilisation d'EGR, et post traitement SCR. Cependant, pour les véhicules particuliers, les choix techniques ne sont pas encore figés[Quand ?]. Il est encore possible de voir émerger des choix alternatifs de dosage d'ammoniac (solide SCR ou metal ammine)[pas clair].
À terme[Quand ?], la gestion du SCR n'aura pas d'incidence sur la consommation du moteur. Elle pourra même permettre aux motoristes d'orienter le développement de la combustion principalement vers le rendement et de laisser les polluants à un arsenal de dispositifs de postdépollution efficace. La consommation pourrait être réduite de 5 à 7 %[réf. nécessaire].
La solution à base d'urée est commercialisée dans les stations-services sous le nom « AdBlue » en Europe, « DEF » (Diesel exhaust fluid) aux États-Unis.

### Dans la marine
Des gros navires utilisent eux aussi cette technique pour réduire leurs émissions. Par exemple, en 2017, Yara International affirme avoir installé plus de 1 300 unités. Le fonctionnement est strictement identique aux unités terrestres. Cette réduction des émissions est demandée dans le cadre des zones d'émission contrôlée (ECA).
Les voitures utilisent une urée diluée à 32,5 %, les navires un dosage à 40 %.